# Chaebol X Detective
Chaebol X Detective (en hangul, 재벌X형사; en hanja, 財閥X刑事; romanización revisada, Jaebeol X Hyeongsa) es una serie de televisión web surcoreana dirigida por Kim Jae-hong y protagonizada por Ahn Bo-hyun y Park Ji-hyun. Se emitirá por el canal SBS desde el 26 de enero de 2024, los viernes y sábados a las 22:00 (hora local coreana). También estará disponible en la plataforma Disney+ para algunas regiones del mundo.

## Sinopsis
Jin Yi-soo es el inmaduro miembro de tercera generación de una familia chaebol convertido en detective, y Lee Kang-hyun es una veterana investigadora del departamento de delitos violentos. Ella tiene inicialmente reservas sobre Yi-soo y lo ve como una interrupción en su vida. Sin embargo, un momento crucial en su relación finalmente los lleva a convertirse en socios.

## Reparto

### Principal
- Ahn Bo-hyun como Jin Yi-soo, un hombre de familia chaebol convertido en detective al que le encanta divertirse. Atrapa criminales movilizando no solo su enorme riqueza y los contactos de su familia, sino también su brillante inteligencia y diversas habilidades adquiridas mientras se divierte.[5][6]
  - Jang Sun-yool como Yi-soo de joven.
- Park Ji-hyun como Lee Kang-hyun, una detective veterana a la que le encanta arriesgar su vida durante la investigación y detener a criminales. Es la primera mujer líder de equipo en el departamento de delitos violentos.[5][7]
  - Nam Koong-rin como Kang-hyun de joven.

### Secundario

#### Comisaría de policía de Kangha
- Kang Sang-joon como Yoo Joon-young, amigo de Kang-hyun y miembro del departamento de delitos violentos. Soñaba con ser jugador de fútbol pero decidió unirse a la policía para no ser una carga para su madre.[8][9][10]
- Kim Shin-bi como Choi Kyung-jin, el miembro más joven del departamento de delitos violentos de la comisaría de Kangha, es una persona con mucha inteligencia y buen sentido.[11][12]
- Kim Byung-choon como Hwang Sung-koo, jefe de la comisaría de Kangha.[13]
- Lee Do-yeop como Park Chan-geon, jefe del departamento de homicidios de la comisaría de Kangha.[14][15]
- Kim Kyul como Ahn Byung-shik, jefe del equipo 2 de delitos violentos de la comisaría de Kangha.

#### Familia y allegados de Yi-soo
- Jang Hyun-sung como Jin Myung-cheol, el padre de Yi-soo, presidente del Grupo Hansoo, que tiene divisiones electrónica, farmacéutica, logística y química. Su mayor preocupación es su hijo menor Yi-soo.[16][17]
- Kwak Si-yang como Jin Seung-joo, el hermano mayor de Yi-soo, vicepresidente del Grupo Hansoo.[16][17][18]
- Kim Myung-soo como Choi Jung-hoon, antiguo director ejecutivo de la división farmacéutica del Grupo Hansoo, cuando estaba a punto de jubilarse Myung-cheol le pidió que cuidara de su hijo; por ello es ahora secretario de Yi-soo, al que protege y ayuda en cualquier circunstancia.[16][17]
- Jeon Hye-jin como Cho Hee-ja, esposa de Myung-cheol y madrastra de Yi-soo. Es hija del Ministro de Comercio, Industria y Energía. Extremadamente cariñosa y protectora con su hijo biológico, Seung-joo, pero todo lo contrario con Yi-soo.[16][17]

#### Familia de Kang-hyun
- Kwon Hae-hyo como Lee Hyung-joo, el padre de Kang-hyun, exjefe de la división criminal de la comisaría de policía de Kangha; tuvo que abandonar su carrera después de haber sido acusado falsamente hace un año.[16][17]
- Yoon Yoo-sun como Ko Mi-sook, la madre de Kang-hyun, trabaja en un banco.[16][17]

#### Otros
- Jung Ga-hee como Yoon Ji-won, médico forense en el Instituto Nacional de Ciencias Forenses.[16][19]
- Choi Dong-koo como Kim Young-hwan, amigo desde la escuela secundaria de Yi-soo, de cuya riqueza obtiene provecho; es director ejecutivo de una productora de cine.[20]
- Seo Dong-won como Lee Ki-seok, jefe del equipo de informes de investigación de SBC, alguien que haría cualquier cosa por una primicia.[21]
- Jang Hyuk-jin como Wang Jong-tae, miembro del Partido Nacional Liberal durante su tercer mandato y candidato a las elecciones a la alcaldía de Seúl.
- Cheon Hee-joo como Jung Yi-na, un modelo de STM que fue encontrado muerto en un yate; era hijo ilegítimo de la familia propietaria del Grupo DN.[22]
- Lee Dal como Cheon Tae-sung, el hijo menor del Grupo DN.[22]
- Kwon Hyuk-beom como Cheon Tae-young, director ejecutivo de DN Studio y segundo hijo del Grupo DN.[23]
- Kim Ro-sa como Lee Soo-min, directora ejecutiva de DN Agent y segunda esposa del Grupo DN.[23]
- Yang Jae-sung como Cheon Bang-ho, presidente del Grupo DN.[23]
- Kim Nak-kyoon como Park Jong-wook, la secretaria de Hyun-joo.[23]
- Park Se-jun como Kwon Do-joon, asistente de Young-jae.[24]
- Lee Hwa-jung como Lee Hwa-jung, un director de galería de arte.[24]
- Lee Jin-hee como Joo Hwa-young, la esposa de Young-jae.[24]
- Kim Beom-soo como Bae Jin-kyoo, el amante de Hwa-young, que tiene siete condenas por fraude.[24]
- Lee Eun-joo como Oh Kyung-sun, el atacante de la pintura.[24]
- Kwon Han-sol como Lee Ye-sun, la hija de Kyung-sun.[24]
- Baek Soo-hee como el gerente del grupo de culto Oryunhoe, en realidad un periodista infiltrado en la secta.[13]
- Choi Jung-woo como el líder de Oryunhoe.[25]

### Apariciones especiales
- Baek Jong-won como él mismo.[26][27]
- Yoo Hee-kwan como él mismo.[26][27]
- Kim Eui-sung como él mismo (episodio 1).[28]
- Lee Si-a como Kim Sun-young, la madre de Yi-soo (episodio 1).
- Ahn Se-ho como Lee Chang-hyun, un asesino en serie (episodio 1).[29]
- Oh Hee-joon como Oh Byung-soo (episodio 1).
- Park Se-ri (episodio 1).
- Jung Chan-sung como él mismo (episodio 1).
- Cho Gue-sung como él mismo (episodio 1).
- Park Bo-kyung como la directora ejecutiva Ha Hye-kyung (episodio 2).
- Park Hyung-soo como Cheon Tae-joon, vicepresidente de DN Media y primogénito del Grupo DN (episodio 3).[30]
- Kim Sun-kyung como Choi Hyun-joo, directora ejecutiva de DN Broadcast y primera esposa del Grupo DN (episodio 3).
- Jang Gyu-ri como Cho-hee, la novia de Kyung-jin (episodio 4).[31]
- Lee Jin-hee como Joo Hwa-young (episodios 4-6).[32]
- Kim Joong-hee como Park Jae-geun, un asesino en serie (episodios 5-6).[33]
- Choi Tae-joon como Ha Nam-soo, un hermoso y popular actor con un enorme fandom (episodios 9-10)[34]
- Lee Na-eun como Yeon Ye-in, una mujer famosa (episodios 6, 9-10).[35]
- Ha Yoon-kyung como Hong Eun-ah, la exnovia de Yi-soo (episodios 6-8).[36]
- Jung Jin-woo como Cho Sung-koo (episodios 7-8).[37]
- Choi Hee-jin como Seo Yoo-kyung, director del hospital YK.[37]

## Producción
Chaebol X Detective está producida por Big Ocean E&M y B. A. Entertainment, además de Studio S; está escrita por Kim Ba-da, responsable asimismo del guion de Mi nombre (2021); el director Kim Jae-hong codirigió a su vez Through the Darkness en 2022. Ahn Bo-hyun y Park Ji-hyun coincidieron como protagonistas entre 2021 y 2022 de la serie Yumi's Cells. Es el primer papel en una serie de acción para Park Ji-hyun, que se preparó en una escuela de acción antes del rodaje, y además ganó siete kilos de peso «para crear una sensación de solidez para el personaje policial», según declaró la actriz.
Durante el rodaje, Ahn Bo-hyun se hizo cargo de todos los gastos de MT (actividades de convivencia, comidas, etc.) generadas por el equipo. El 12 de diciembre de 2023 se difundieron imágenes de la lectura del guion. El 31 del mismo mes Disney+ confirmó la fecha de puesta a disposición de la serie en la plataforma y difundió dos carteles y un avance de la misma. El 8 de enero de 2024 se publicaron los carteles de personajes con los dos protagonistas, y una semana después el cartel principal.

## Banda sonora original
| Parte | Fecha de publicación                                                                | Título                                                                              | Letra                                                                               | Música                                                                              | Artista                                                                             | Dur.                                                                                | Ref.                                                                                |
| ----- | ----------------------------------------------------------------------------------- | ----------------------------------------------------------------------------------- | ----------------------------------------------------------------------------------- | ----------------------------------------------------------------------------------- | ----------------------------------------------------------------------------------- | ----------------------------------------------------------------------------------- | ----------------------------------------------------------------------------------- |
| 1     | 26 de enero de 2024                                                                 | «Hey!»                                                                              | Kim Bum-joo, Kim Si-hyuk                                                            | Kim Bum-joo, Kim Si-hyuk                                                            | Lucy                                                                                | 3:03                                                                                | [ 45 ] [ 46 ]                                                                       |
| 2     | 3 de febrero de 2024                                                                | «Shadows in the Night»                                                              | Hersh                                                                               | Hersh, Taeone                                                                       | Hersh                                                                               | 3:16                                                                                | [ 47 ]                                                                              |
| 3     | 16 de febrero de 2024                                                               | 수고했어 많이 (To. Me) [«Gracias por tu arduo trabajo (Para mí)»]                   | First                                                                               | Jayins, Shin Jin-seop                                                               | Bernard Park                                                                        | 4:07                                                                                | [ 48 ] [ 49 ]                                                                       |
| 4     | 15 de marzo de 2024                                                                 | 추억들로 [«Nuestros recuerdos»]                                                     | Jeon Je-ni                                                                          | Jeon Je-ni, Park Ki-tae                                                             | Daesung                                                                             | 3:07                                                                                | [ 50 ]                                                                              |
| Notas | Las canciones de la banda sonora tienen una versión instrumental de igual duración. | Las canciones de la banda sonora tienen una versión instrumental de igual duración. | Las canciones de la banda sonora tienen una versión instrumental de igual duración. | Las canciones de la banda sonora tienen una versión instrumental de igual duración. | Las canciones de la banda sonora tienen una versión instrumental de igual duración. | Las canciones de la banda sonora tienen una versión instrumental de igual duración. | Las canciones de la banda sonora tienen una versión instrumental de igual duración. |

## Audiencia
| Temporada | Temporada | Episodio número | Episodio número | Episodio número | Episodio número | Episodio número | Episodio número | Episodio número | Episodio número | Episodio número | Episodio número | Episodio número | Episodio número | Episodio número | Episodio número | Episodio número | Episodio número | Promedio |
| Temporada | Temporada | 1               | 2               | 3               | 4               | 5               | 6               | 7               | 8               | 9               | 10              | 11              | 12              | 13              | 14              | 15              | 16              | Promedio |
| --------- | --------- | --------------- | --------------- | --------------- | --------------- | --------------- | --------------- | --------------- | --------------- | --------------- | --------------- | --------------- | --------------- | --------------- | --------------- | --------------- | --------------- | -------- |
|           | 1         | 1.054           | 1.216           | 1.187           | 1.135           | 1.063           | 1.109           | 1.762           | 1.987           | 1.588           | 1.694           | 1.410           | 1.764           | 1.390           | 1.683           | 1.668           | 1.510           | 1.453    |

| Episodio | Fecha de emisión      | Índices de audiencia (Nielsen Korea) | Índices de audiencia (Nielsen Korea) |
| Episodio | Fecha de emisión      | Nacional                             | Seúl                                 |
| --- | --------------------- | ------------------------------------ | ------------------------------------ |
| 1 | 26 de enero de 2024   | 5,7 % (10.ª)                         | 5,8 % (8.ª)                          |
| 2 | 27 de enero de 2024   | 6,9 % (4.ª)                          | 7,0 % (4.ª)                          |
| 3 | 2 de febrero de 2024  | 6,6 % (6.ª)                          | 7,2 % (5.ª)                          |
| 4 | 3 de febrero de 2024  | 6,3 % (6.ª)                          | 6,6 % (4.ª)                          |
| 5 | 16 de febrero de 2024 | 6,0 % (7.ª)                          | 6,9 % (4.ª)                          |
| 6 | 17 de febrero de 2024 | 6,2 % (5.ª)                          | 7,2 % (4.ª)                          |
| 7 | 23 de febrero de 2024 | 9,9 % (2.ª)                          | 10,4 % (1.ª)                         |
| 8 | 24 de febrero de 2024 | 11,0 % (2.ª)                         | 11,5 % (2.ª)                         |
| 9 | 1 de marzo de 2024    | 9,3 % (2.ª)                          | 9,9 % (1.ª)                          |
| 10 | 2 de marzo de 2024    | 9,7 % (3.ª)                          | 10,0 % (2.ª)                         |
| 11 | 8 de marzo de 2024    | 8,3 % (2.ª)                          | 8,7 % (2.ª)                          |
| 12 | 9 de marzo de 2024    | 10,1 % (3.ª)                         | 11,0 % (2.ª)                         |
| 13 | 15 de marzo de 2024   | 8,3 % (4.ª)                          | 8,1 % (4.ª)                          |
| 14 | 16 de marzo de 2024   | 9,8 % (2.ª)                          | 10,6 % (2.ª)                         |
| 15 | 22 de marzo de 2024   | 9,5 % (2.ª)                          | 9,9 % (1.ª)                          |
| 16 | 23 de marzo de 2024   | 9,3 % (2.ª)                          | 10,1 % (2.ª)                         |
| Promedio | Promedio              | 8,3 %                                | 8,8 %                                |
| - En la tabla superior, los números azules representan las calificaciones más bajas y los números rojos representan las más altas. |                       |                                      |                                      |